# Пино-Валенсьенн, Дени
Дени Пино-Валенсьенн (фр. Denis Pineau-Valencienne; род. 14 апреля 1975) —  французский кинопродюсер. Совместно с Франсуа Краусом руководит Les Films du Kiosque. Четырёхкратный номинант на премию «Сезар».

## Биография
Родился в Париже семье Сирила Пино-Валенсьенна и Мартин Козин.
Окончил факультет  экономики и финансов парижского Института  политических исследований    в 1996 году.
Films du Kiosque была создана в 1995 году Франсуа Краусом, выпускником киношколы Ля Феми.  Дени  присоединился к нему двумя годами позднее. Оборот компании в 2018 году составил 2 817 197 €. Помимо этого Дени сотрудничает в качестве агента и с другими представителями французской киноиндустрии.

## Фильмография
- Я так долго ждал тебя (2004)
- Какой отец, такая дочь  (2007)
- Близкие враги (2007)
- Бал актрис (2009)
- Святая Виктория (2009)
- Студентка по вызову (ТВ, 2010)
- Всё начинается с конца (2010)
- Женщина и мужчины (2010)
- Приятель (2010)
- Улётный рейс (2011)
- Дикое желание (2011)
- Папаши без вредных привычек (2011)
- Лучшие дни впереди (2013)
- Аллах благословит Францию! (2014)
- Молодая кровь (2015)
- Бумеранг (2015)
- Пятеро (2016)
- Он и Она (2017)
- Прекрасная эпоха (2019)
- За свою жизнь (2020)